# CBBC
CBBC, BBC Children, Children's BBC, era um canal infantil que pertenceu ao canal de televisão BBC. Hoje, CBBC é acompanhada por dois canais digitais dedicados, lançados em 2002 e usando as mesmas marcas e apresentação eo programa vertentes é um departamento da BBC North Group.
CBBC é o nome dado ao canal digital para crianças com idades entre 6 a 16, e também a marca usada para programação CBBC e CBeebies é o canal para crianças com idade inferior a 6.

## Televisiva
Molly of Denali (2020-presente)